# Traître ou Patriote
Pour plus de détails, voir Fiche technique et Distribution.
Traître ou Patriote est un film documentaire québécois réalisé par Jacques Godbout, sorti en 2000.

## Synopsis
Adélard Godbout, grand-oncle de Jacques Godbout, est disparu dans la mémoire collective québécoise ainsi que dans celle des historiens. C’était pourtant le premier ministre du Québec de 1939 à 1944. C’est troublant. Voilà un personnage de l’histoire récente du Québec précurseur de la révolution tranquille, apportant l’instruction publique et obligatoire, le droit de vote des femmes et des lois du travail. C’était aussi un homme engagé pour la guerre contre le nazisme. Quelles forces jouent-elles pour gommer ainsi le souvenir d’un personnage historique?

## Fiche technique
- Titre : Traître ou Patriote
- Réalisation : Jacques Godbout
- Scénario : Jacques Godbout et Pascale Bilodeau
- Photographie : François Vincelette
- Montage : Jean-Marie Drot
- Son : Diane Carrière
- Production : Éric Michel et Adam Symansky
- Pays de production :  Canada
- Genre : Documentaire
- Durée : 83 minutes
- Dates de sortie : 
  - Canada : 2000

## Participation
- Gérard Filion
- Jean-Louis Gagnon
- Madeleine Parent
- Éric Amyot
- Serge Bernier
- Gérard Bouchard
- Paul-André Comeau
- Micheline Dumont
- Guy Bouthillier
- Denis Monière
- Josh Freed